# Adelges tadomatsui
Adelges tadomatsui är en insektsart. Adelges tadomatsui ingår i släktet Adelges och familjen barrlöss. Inga underarter finns listade i Catalogue of Life.